# Muntanyes Mitumba
Les Muntanyes Mitumba és una serralada que discorre per la Vall del Rift occidental a Burundi i est de la República Democràtica del Congo, a l'oest del llac Tanganyika. Els dos pics principals són: Mont Kahuzi (3,308m) i Mont Biéga (2,790m) que són volcans extints.